# وسام الاستحقاق لبادن-فورتمبيرغ
وسام الاستحقاق لبادن-فورتمبيرغ (بالألمانية: Verdienstorden des Landes Baden-Württemberg)‏ هي أعلى جائزة تمنحها ولاية بادن فورتمبيرغ الألمانية. تأسس في 26 نوفمبر 1974، وكانت تسمى في الأصل ميدالية استحقاق بادن فورتمبيرغ ( Die Verdienstmedaille des Landes Baden-Württemberg).
اعتبارًا من 26 يونيو 2009، اتخذت الميدالية اسمها الحالي.  تم منح الوسام من قبل الوزير-رئيس ولاية بادن فورتمبيرغ لمساهماته البارزة في ولاية بادن فورتمبيرغ، في السياسة والمجتمع والثقافة والاقتصاد. يقتصر الطلب على 1000 من أصحاب المعيشة، وقد تم منحه 1923 مرة، اعتبارًا من 30 أبريل 2018.

## المستفيدين البارزين
- سيلفيا ملكة السويد (2007)
- إريك كارل (2010)[2]
- إدموند ستويبر (2009)
- هانا فون هورنر (2009)
- رولاند إمريش (2007)[2]
- سفيتلانا جير (2003)
- والتر هايزرمان (1985)[2]
- جان كلود يونكر (2010)[2]
- ولفجانج كيتيرل (2002)[2]
- هنري كيسنجر (2007)[2]
- ستيليان موكوليسكو (2008)[3]
- يورغن كلينسمان (2001)[2]
- آن صوفي موتر (1999)[2][4]
- ولفغانغ ريهم[5]
- غيرهارد ثيل (2001)[2]
- هيلموت إبيرسباتشر (1979)[2]
- كلاوس زيلين (2001)[2]
- أرتور فيشر (1980)[2]
- سامي خضيرة (2016)[6]